# Casa Hogar Deutschland
Casa Hogar Deutschland (Eigenschreibweise CASA HOGAR) ist ein gemeinnütziger Verein für Entwicklungszusammenarbeit mit Sitz in Bonn. „Casa Hogar“ ist ein feststehender Begriff im Spanischen und bedeutet „Zuhause“ oder „Heimat“. Der Verein betreibt Bildungsprojekte für Mädchen und Frauen im kolumbianischen Departamento del Chocó.

## Projekte
Die Aktivitäten des Vereins Casa Hogar umfassen den Bau und die Unterstützung von Wohnheimen, die Vergabe von Stipendien für Schulausbildung und Universitätsstudien sowie die Durchführung von Projekten zur Stärkung des Selbstbewusstseins von Frauen im Departamento del Chocó als Teil der Region des Chocó an der Pazifikküste Kolumbiens. Das Hauptziel dieser Projekte ist die Förderung nachhaltiger und friedlicher Entwicklung. Der Verein arbeitet weltanschaulich neutral und kooperiert eng mit lokalen Organisationen, die über fundierte Kenntnisse der Region verfügen. Dies ermöglicht eine gezielte Mittelverwendung, um die Bedürfnisse vor Ort zu erfüllen und eine überregionale Entwicklungszusammenarbeit auf Augenhöhe zu ermöglichen. Die Wirkung von Casa Hogar besteht darin, dass die Mädchen und Frauen langfristig unterstützt werden, bis sie ihr Leben selbständig gestalten können.
Die Projekte des Vereins umfassen drei Wohnheime in Istmina und Quibdó, die in Zusammenarbeit mit lokalen Partnerorganisationen finanziert werden. Während der COVID-19-Pandemie hat Casa Hogar mit dem Projekt Ubuntu Krankenhäuser im Chocó unterstützt. Zu dieser Zeit war der Verein aufgrund der verfolgten Strategie der überregionalen Zusammenarbeit praktisch die einzige Organisation vor Ort, die Covid-Arbeit geleistet hat. Mediale Aufmerksamkeit erhielt Casa Hogar, als Papst Franziskus der Entwicklungsorganisation 2022 eine private Audienz gewährte. In dieser rief die Organisation, gemeinsam mit ihren Partnern in Kolumbien, den Papst auf, in die humanitäre Krise des Chocó einzugreifen. Die Arbeit von Casa Hogar wurde danach in den Medien, u. a. in der bekannten kolumbianischen Tageszeitung El Espectador sowie im Deutschlandfunk, bekannt gemacht.

## Geschichte
Nach einem Aufenthalt in einem Krankenhaus in Cali nahm der Bonner Arzt Theodor Rüber Kontakt zum kolumbianischen Bischof Julio Hernando García Peláez auf, um dessen Bildungsprojekte mit zu unterstützen. 2017 wurde das Engagement Rübers mit dem Cusanuspreis für besonderes ehrenamtliches Engagement ausgezeichnet. Am 21. Februar 2018 wurde Casa Hogar als gemeinnütziger Verein in das Vereinsregister Bonn eingetragen. Die Arbeit in Kolumbien wird von Mitarbeitenden des Bistums Istmina-Tadó sowie den Stiftungen Fundación Casa Hogar Istmina und Fundación La Paz durchgeführt. In Deutschland unterstützt ein Kuratorium Casa Hogar in strategischen Fragen.

## Finanzierung
Der Verein finanziert sich durch Mittelbeschaffung aus öffentlichen Programmen, wie etwa dem Bundesministeriums für wirtschaftliche Zusammenarbeit und Entwicklung, sowie durch Stiftungen/Vereine, Privatspenden und ehrenamtliche Unterstützung. Ein wichtiges Element in diesem Zusammenhang sind die Kulturbotschafterinnen und Kulturbotschafter, die den Verein ehrenamtlich unterstützen. Dazu zählen Musiker und Musikerinnen, wie Anna Lucia Richter, Magdalena Hoffmann, Ludger Vollmer oder das Chorensemble fiat ars. Im Rahmen der Öffentlichkeitsarbeit werden regelmäßig Benefizkonzerte veranstaltet, wie etwa im August 2022 in der Kölner Philharmonie mit den Alte Bekannten, Bodo Wartke, Melanie Haupt und dem Mädchenchor am Kölner Dom. Etwa 120 weitere Menschen in Kolumbien, Deutschland, Österreich und der Schweiz unterstützen den Verein ebenfalls ehrenamtlich.